# 생존 게임
서바이벌 게임(survival game), 생존 게임은 오픈 월드 환경에서의 액션 게임의 하위 장르로서 플레이어들은 일반적으로 최소한의 장비를 가지고 시작하며 자원을 모으고 도구와 무기를 만들며 대피하며 가능한 생존해야 한다.

## 역사
초기 생존 게임 장르의 역사는 《언리얼 월드》이다. 이 게임은 1992년 Sami Maaranen에 의해 개발되었으며 현재도 여전히 개발이 진행 중이다. 도달 목표가 있는 전통적인 방식과 달리 언리얼 월드의 유일한 목표는 눈이 오는 날씨로 인한 야생의 창조물들과 위험으로부터 가능한 오래 생존하는 것이다. 또다른 생존 게임 장르의 예로는 슈퍼 닌텐도 엔터테인먼트 시스템 게임 《SOS》이며, 1993년 휴먼 엔터테인먼트에 의해 출시되었다.

## 같이 보기
- 배틀 로열 게임
- 생존 공포